# Filippo Berselli
Filippo Berselli (Bologna, 20 settembre 1941) è un politico italiano, più volte parlamentare.
Laureato in giurisprudenza, svolge la professione di avvocato cassazionista.

## Carriera politica
Nel 1980 viene eletto consigliere comunale di Bologna. Nel 1983 viene eletto deputato alla Camera per il Movimento Sociale Italiano. Nel 1985 viene confermato consigliere comunale di Bologna. Nel 1987 viene confermato deputato alla Camera. Nel 1990 viene confermato consigliere comunale di Bologna. Nel 1992 viene confermato deputato alla Camera.
Si distingue nella città di Bologna per la sua opposizione a Sirio, il vigile elettronico che multa automaticamente i non autorizzati ad entrare nel centro storico. Grazie ai suoi ricorsi, basati su una legge che stabilisce che una multa non è valida se non è presente un vigile, Sirio non viene attivato, nonostante fosse già installato. Sirio verrà attivato nel 2005, dopo che, nel 2003, la modifica al codice della strada del Governo Berlusconi toglie l'obbligo della presenza del vigile.
Nel 1994 viene eletto senatore per Alleanza Nazionale. È nominato Sottosegretario di Stato alle Finanze durante il primo Governo Berlusconi. Nel 1995 viene rieletto consigliere comunale di Bologna per Alleanza Nazionale. Nel 1996 viene rieletto deputato alla Camera per Alleanza Nazionale. Assume le cariche di vicepresidente della Giunta per le autorizzazioni a procedere in giudizio, vicepresidente del Comitato parlamentare per i procedimenti d'accusa, è membro della II Commissione permanente Giustizia. Membro del consiglio direttivo di AN alla Camera
Nel 2001 viene confermato deputato alla Camera per Alleanza Nazionale. È nominato Sottosegretario di Stato alla Difesa durante il secondo ed il terzo Governo Berlusconi. Nel 2004 viene eletto sindaco di Montefiore Conca. Nel 2006 viene eletto al Senato della Repubblica, e viene poi rieletto nel 2008 nelle liste del Popolo della Libertà. Diventa presidente della Commissione Giustizia del Senato. Nel 2008 è promotore, insieme a Carlo Vizzini, di un discusso emendamento al decreto sicurezza che, secondo i critici, avvantaggerà Silvio Berlusconi nel processo Berlusconi-Mills, in cui il Presidente del Consiglio è accusato di corruzione giudiziaria. Nel 2009 - con la fondazione del PDL - diventa il primo coordinatore regionale per l'Emilia-Romagna del partito.
Il 20 dicembre 2012 lascia il PdL insieme a Maria Alessandra Gallone, Achille Totaro, Pierfrancesco Gamba, Alessio Butti, Antonino Caruso, Mariano Delogu, Fabrizio Di Stefano, Alfredo Mantica, Giuseppe Milone e Antonio Paravia, per dare vita al Senato al nuovo gruppo del partito del Centrodestra Nazionale, formazione di cui è vicecapogruppo e che raccoglie gli ex AN, fondata dal coordinatore nazionale del PdL ed ex Reggente di AN Ignazio La Russa.
Tornato all'attività di avvocato alla fine della legislatura, tra i suoi primi clienti, nel 2013, c'è Francesco Ventrici, affiliato alla 'ndrina dei Mancuso.
Nel 2014 aderisce al Nuovo Centrodestra di Angelino Alfano, dove ricopre la carica di componente della direzione nazionale e di responsabile nazionale dell'area tematica forze dell'ordine e comparto sicurezza; nel 2015 abbandonerà tuttavia NCD, contestandone la linea centrista.
In vista delle elezioni politiche del 2018, si è ricandidato in Parlamento con CasaPound.

## Curiosità
Berselli è anche collezionista di auto d'epoca (ha partecipato come pilota a competizioni simili alla Mille Miglia). Nel 2016 ha acquistato, senza saperlo, la Triumph TR3A utilizzata da Fellini per il film La dolce vita per 30.000 euro circa: dopo aver consultato il PRA per un'incongruenza nella data di fabbricazione, ha scoperto che la roadster in precedenza era appartenuta anche alla casa di produzione cinematografica Film Riana (allora di proprietà di Angelo Rizzoli), e dopo aver confrontato le targhe ha appreso che era la stessa macchina guidata da Marcello Mastroianni nel film.